# ميخائيل ليبرت
ميخائيل ليبرت (بالألمانية: Michel Hans Lippert)‏ هو معذب ‏ وضابط شرطة ألماني، ولد في 24 أبريل 1897 في شونفالد في ألمانيا، وتوفي في 1 سبتمبر 1969 في فوبرتال في ألمانيا.